# 要行寺 (大網白里市)
要行寺（ようぎょうじ）は、千葉県大網白里市にある法華宗本門流の寺院。山号は鳳凰山。大本山鷲山寺末。

## 歴史
この寺は、鎌倉時代末期に建立されたと伝えられる。

## 交通アクセス
- JR外房線・東金線 大網駅より車。